# Gangdong-gu
Gangdong-gu (Hangul:, Hanja 江東區:, Hán Việt: Giang Đông khu) là một trong 25 quận (gu) của thủ đô Seoul, Hàn Quốc. Gangdong có nghĩa đen là "phía đông của sông (Hán)". Quận nằm ở phía đông thành phố.
Đường cao tốc Jungbu (Jungbu nghĩa đen là "Phần trung tâm") bắt đầu và đi qua Sangil-dong, nằm ở cuối phía đông của quận này. Ở Amsa-dong, có một di sản có lịch sử khoảng sáu nghìn năm. Tại nơi này, có nhiều loại đồ gốm và nhiều kiểu nhà ở. Đồ gốm tìm thấy được làm bằng gốm, sành sứ và có hình tròn, định hình vào một điểm tương tự như hình trái ngô.

## Phân cấp hành chính

Phân cấp hành chính

- Gangil-dong (강일동 江一洞) (Giang Nhất động)
- Godeok-dong (고덕동 高德洞) (Cao Đức động)
- Gil-dong (길동 吉洞) (Cát động)
- Dunchon-dong (둔촌동 遁村洞) (Tuần Thôn động)
- Myeongil-dong (명일동 明逸洞) (Minh Dật động)
- Sangil-dong (상일동 上一洞) (Thượng Nhất động)
- Seongnae-dong (성내동 城內洞) (Thành Nội động)
- Amsa-dong (암사동 岩寺洞) (Hỗ Tự động)
- Cheonho-dong (천호동 千戶洞) (Thiên Hộ động)

## Giáo dục
Quận Gangdong có 25 trường tiểu học, 17 trường trung học và 12 trung học phổ thông, bao gồm trường trung học chuyên ngành (Trường trung học ngoại ngữ Hanyoung), và một trường giáo dục đặc biệt (Trường Jumong).

## Vận chuyển

### Đường sắt
Seoul Metro
- Tàu điện ngầm vùng thủ đô Seoul tuyến số 5
(Gwangjin-gu) ← Cheonho — Gangdong — Gil-dong — Gubeundari — Myeongil — Godeok — Sangil-dong
- Tàu điện ngầm vùng thủ đô Seoul tuyến số 5 Nhánh Macheon
Gangdong — Dunchon-dong → (Songpa-gu)
- Tàu điện ngầm Seoul tuyến số 8
Amsa — Cheonho — Văn phòng Gangdong-gu → (Songpa-gu)

## Các đơn vị kết nghĩa
| - Bonghwa, Hàn Quốc - Buyeo, Hàn Quốc - Cheongyang, Hàn Quốc - Eumseong, Hàn Quốc - Phong Đài, Trung Quốc - Geochang, Hàn Quốc - Gokseong, Hàn Quốc - Gyeongsan, Hàn Quốc - Hàng Châu, Trung Quốc - Hongcheon, Hàn Quốc - Icheon, Hàn Quốc | - Jinan, Hàn Quốc - Kent, Mỹ - Lobo, Philippines - Musashino, Nhật Bản - Tần Hoàng Đảo, Trung Quốc - Segovia, Tây Ban Nha - Songino Khairkhan, Mông Cổ - Đường Sơn, Trung Quốc - Wando, Hàn Quốc - Yeongyang, Hàn Quốc |